# Der Stalker
Der Stalker ist ein Kriminalhörspiel aus der Reihe des Radio-Tatorts. Die Textvorlage stammt von Robert Hültner, der vor allem durch seine Inspektor-Kajetan-Reihe bekannt wurde. Die Erstsendung von Der Stalker erfolgte am 14. November 2012 auf Bayern2. Neben den bekannten Hauptdarstellern Florian Karlheim (alias Rudi Egger) und Brigitte Hobmeier (alias Senta Pollinger) treten in dieser Folge weitere namhafte Sprecher und Schauspieler auf, so z. B. Saskia Vester, Stephan Zinner, Michael A. Grimm und Peter Rappenglück.
Der Fall trägt die Nummer 58 der Gesamtreihe und ist der siebte Radio-Tatort aus Hültners Feder. Die Handlung dreht sich um einen angeblichen Stalker, der seinem Opfer mit Drohbriefen zusetzt und auch nicht vor Sachbeschädigung sowie Mord zurückschreckt.

## Inhalt
Der Geschäftsmann Horst Lambert nimmt Kontakt zu seinem Jugendfreund Rudi Egger bei der Polizeiinspektion Bruck am Inn auf. Ihn haben mehrere anonyme Drohbriefe erreicht, zusammengesetzt aus ausgeschnittenen Wörtern des örtlichen Tagblatts. Sein Verdacht fällt auf Arthur Liebl, den Filmvorführer des Brucker Kinos. Wochen zuvor hatten beide einen Zusammenstoß, bei dem Liebl das Auto Lamberts mit seinem Fahrrad zerkratzte und Fahrerflucht beging.
Rudi und seine Kollegin Senta Pollinger stellen den Filmvorführer zur Rede, doch die Mutmaßung erhärtet sich nicht.
Als das Auto von Lambert durch Brandstiftung in Flammen aufgeht, fällt der Verdacht auf einen Bewohner des Roma-Lagers am Stadtrand. Zwei Kameras in der Innenstadt haben ihn zur Tatzeit mit einem Benzinkanister in der Hand gefilmt. Nun schaltet sich die Kripo in die Ermittlungen ein und nimmt den Roma fest. Lambert ist allerdings weiterhin davon überzeugt, dass Liebl hinter der Zerstörung seines Fahrzeugs steckt, doch dieser hat ein Alibi. Ein zweiter Autobrand erschüttert die Kleinstadt und der vorher gefasste mögliche Täter kommt auf freien Fuß. Außerdem bröckelt Liebls Alibi.
Die Einsatzzentrale meldet per Funk eine Schießerei im Haus von Horst Lambert. Als Senta und Rudi dort erscheinen, machen sie einen grausigen Fund. Arthur Liebl hat Frau Lambert erschossen und ist danach bei einem Zweikampf mit ihrem Mann tödlich getroffen worden. Bei den weiteren Ermittlungen kommt ans Licht, dass der zweite Brand die Tat eines Trittbrettfahrers war, der seine Versicherung prellen und dafür die aufgeheizte Stimmung ausnutzen wollte.
Die zwei Toten in Lamberts Haus setzten Rudi psychisch stark zu. Hätte er vielleicht eher handeln sollen und der Sache mit Liebl entschiedener nachgehen? Doch noch während er mit Senta darüber nachdenkt, beobachten beide den frisch gebackenen Witwer, wie er sich mit seiner Geliebten trifft. Keine Spur mehr von Schock oder Trauer. Außerdem sagt die ballistische Untersuchung, dass der Schuss, der Liebl getötet hat, aus einer Entfernung von 40 cm abgegeben wurde. Die beiden Kollegen stellen den Kampf nach. So wie Lambert ihn gegenüber der Polizei schilderte, kann er nicht stattgefunden haben. Außerdem weisen die Drohbriefe nur Fingerabdrücke von Horst Lambert auf, was allerdings nicht verwunderlich ist. Als aber dessen DNA hinter den aufgeklebten Wörtern entdeckt wird, ist der Fall klar: Horst Lambert tötete erst seine Frau und dann Arthur Liebl, den er unter einem Vorwand zu sich nach Hause lockte. Alles war von langer Hand geplant.

## Trivia
Der Handlungsort Bruck am Inn, im südöstlichen Alpenvorland gelegen, ist fiktiv. Die meisten Geschichten des Autors Robert Hültner basieren jedoch auf realen Personen und tatsächlich geschehenen Kriminalfällen.